# Ducktown
Ducktown – miasto w Stanach Zjednoczonych, w stanie Tennessee, w hrabstwie Polk.